# Mawhtike
Mawhtike (en birman : မော်ထိုက်မြို့) est une ville située dans le district de Laukkaing (en), dans l'État shan, en Birmanie. Elle fait également partie de la zone auto-administrée de Kokang (en).